# Dirty Tina
Dirty Tina (* 9. August 1972 als Martina Veerkamp, später: Martina Schmeddinghoff) ist eine deutsche Pornodarstellerin.

## Karriere
Martina Schmeddinghoff begann ihre berufliche Laufbahn als Rechtsanwaltsgehilfin. Später ließ sie sich zur Bankkauffrau ausbilden und arbeitete im Bankwesen und als Vermögensberaterin, ehe sie ins Pornogeschäft wechselte. Als Dirty Tina verkörpert sie die Rolle der blonden MILF, drehte bis Sommer 2020 über 600 Pornovideos und tritt daneben regelmäßig in Liveshows vor der Webcam auf.
2016 und 2017 wurde Dirty Tina in der Kategorie Beste MILF mit dem Venus Award ausgezeichnet. 2017 wirkte sie an der TV-Dokumentation Pornocratie: Les nouvelles multinationales du sexe der französischen Regisseurin Ovidie mit.
Die Tageszeitung Express listete Dirty Tina 2020 als eine der zehn beliebtesten Erotikdarstellerinen Deutschlands.

## Preise
- Venus Awards 2016 als Beste MILF[3]
- Venus Awards 2017 als Beste MILF[4]